# Weston (Massachusetts)
Weston és un poble ubicat al comtat de Middlesex a l'estat estatunidenc de Massachusetts. Al cens de 2010, constava que tenia 11.261 habitants i una densitat poblacional de 250,86 persones per km².

## Geografia
Weston està ubicat a les coordenades 42° 21′ 38″ N, 71° 18′ 12″ O / 42.36056°N,71.30333°O Segons l'Oficina del Cens dels Estats Units, Weston té una superfície total de 44,89 km², 43,57 km² corresponen a terra ferma i el 2,93% o 1,32 km² és aigua.

## Demografia
Segons el cens de 2010, hi havia 11,261 habitants a Weston. La densitat de població era de 250,86 hab./km². Dels 11,261 habitants, un 85,35% corresponia a la població blanca, el 2,04% a població afroamericana, el 0,07% amerindis, el 9,89% asiàtics, el 0,62% eren d'altres races i el 2,02% pertanyien a dos o més races. Del total de la població el 2,61% eren hispanoamericans de qualsevol raça.